# Държавен архив – Кюстендил
Държавен архив – Кюстендил е отдел в дирекция „Регионален държавен архив“ – София.

## Дейност
В него се осъществява подбор, комплектуване, регистриране, обработване, съхраняване и предоставяне за използване на определените за постоянно запазване документи на областната администрация, на общините на територията на Кюстендилска област, на териториалните структури на държавните органи и на други държавни и общински институции, организации и значими личности от местно значение, както и научно-методическото ръководство и контрол на организацията на работата с документите в деловодствата и учрежденските архиви, тяхното опазване и използване.
Към архива функционират читалня и библиотека. В научно-справочната библиотека са заведени 3998 тома специализирана литература по история, архивистика и други области на науката, речници, енциклопедии, справочници, пътеводители, каталози, документални сборници и периодични издания.

## История
Архивът е създаден на 1 януари 1963 г. на основата на ПМС от октомври 1962 г. и е на подчинение на Окръжен народен съвет – Кюстендил, от 1988 г. е в структурата на Община Кюстендил. През 1992 г. преминава на пряко административно подчинение на Главно управление на архивите при Министерски съвет. От 1978 г. получава статут на дирекция, а през 2010 г. е преструктуриран в отдел. От 2007 г. архивът се помещава в сграда на ул. „Райна Цанева“ № 6, ет. ІІ и ІІІ.

## Фонд
Първите постъпления на архивни фондове са предадени от Софийски градски и окръжен държавен архив, комплектувани преди промяната на административно-териториалното деление на страната през 1959 г. и създаването на архива в Кюстендил. През 1993 г. е приет фондовият масив на Окръжния комитет на Българската комунистическа партия, възлизащ на 815 фонда с 19 097 архивни единици. След допълнителна обработка на документите са обособени 20 фонда, 8230 архивни единици.
Общата фондова наличност на архива към 1 януари 2017 г. възлиза на около 855,71 линейни метра с 1522 архивни фонда (1361 учрежденски и 141 лични фонда, както и 20 учрежденски фонда от масив „Б“) с общ брой 90 932 архивни единици, 1686 частични постъпления (12.32 линейни метра) и 971 спомена (2 линейни метра), както и 15 броя особено ценни документа. Застрахователният фонд се състои от 92 ролки със 173 297 кадъра.

## Ръководители
През годините ръководители на архива са:
- Денчо Митев (1963 – 1971, 1981 – 1993)
- Жеко Попов (1971 – 1981)
- Георги Керелски (1994 – 2003)
- Динко Новаков (2004 – 2010)
- Петър Шейков (2010 – )

## Отличия и награди
Архивът е награден с орден „Кирил и Методий“ III степен „за принос в развитието на архивното дело и във връзка с 25 години от създаването му“.